# Ursus americanus
L'orso nero (Ursus americanus Pallas, 1780) o baribal è l'orso più comune in America del Nord. Si incontra in un'area geografica che si estende dal nord del Canada e dell'Alaska al nord del Messico, e dalle coste atlantiche alle coste pacifiche dell'America del Nord.
È presente in un buon numero di Stati nordamericani e in tutte le province canadesi. Predilige le foreste e le montagne, ove trova nutrimento e riparo. La popolazione di orsi neri si aggirava probabilmente attorno a due milioni di esemplari adulti. Al giorno d'oggi, la specie è protetta e si stima che vi siano tra 500 000 e 700 000 orsi neri in tutto il continente. Più piccolo dell'orso bruno e dell'orso bianco, quest'animale presenta una colorazione della pelliccia più o meno scura a seconda delle regioni che va dal nero al bianco (il colore bianco della pelliccia è dovuto a un carattere recessivo), passando attraverso il rossastro e il grigio argentato. Il nome «orso nero», quindi, è del tutto fuorviante.
Sono riconosciute 16 sottospecie, alcune minacciate di estinzione. L'orso nero non iberna in senso stretto, ma trascorre l'inverno in uno stato di sonnolenza e sopravvive grazie alle riserve di grassi accumulate durante l'autunno. È onnivoro, sebbene la sua dieta sia costituita per lo più da vegetali. Contrariamente a quanto si crede, l'orso nero è un buon nuotatore e si arrampica facilmente sugli alberi per sfuggire a un pericolo. Cacciato a lungo per la sua pelliccia, è attualmente minacciato dalla riduzione dell'ambiente naturale a causa dell'uomo.

## Descrizione
L'orso nero misura generalmente tra 140 e 200 cm di lunghezza. L'altezza al garrese è compresa tra 100 e 120 cm.
L'orso nero è più piccolo dell'orso polare e dell'orso bruno. Il suo peso dipende dall'età, dal sesso dell'animale e dalla stagione: in autunno, l'orso nero ingrossa e accumula riserve di grasso per sopravvivere all'inverno. Le femmine pesano tra 40 e 180 kg (in media 70-80 kg)), mentre i maschi pesano tra 115 e 275 kg (in media 120 kg). Un maschio di 400 kg è stato trovato nella contea di Craven in Carolina del Nord.
Il colore del manto varia dal nero al bianco, passando attraverso numerose sfumature: cioccolato, bruno, cannella, biondo sono colori più frequenti nelle foreste dell'ovest statunitense e del Canada che nelle regioni dell'est. Nel sud dell'Alaska e in Columbia Britannica vive l'orso kermode, chiamato anche spirit bear, una sottospecie di orso nero dalla pelliccia di una tonalità bianco crema. Orsi di un grigio bluastro sono presenti nella baia dei Ghiacciai in Alaska. Tutti questi animali appartengono in effetti alla specie dell'orso nero nordamericano. Gli albini sono molto rari. Alcuni individui presentano una o più macchie bianche sulla coda o sul petto. L'orso nero effettua la muta e la sua folta pelliccia lo protegge dalle punture degli insetti e dai rigori dell'inverno.
Gli orsi neri sono in grado di stare in piedi e camminare sulle zampe posteriori: queste sono leggermente più lunghe (di 13-18 cm) delle zampe anteriori. Ogni zampa è dotata di cinque dita con artigli non retrattili utilizzati per strappare, scavare, grattare il terreno e arrampicarsi sugli alberi. Un colpo di una zampa anteriore è sufficiente per uccidere un cervo adulto.
L'orso nero possiede piccoli occhi generalmente di colore nero, orecchie arrotondate, un lungo muso appuntito di colore bruno, naso allungato e coda relativamente corta (8-14 cm). Gli occhi possono essere anche marroni. La vista non è particolarmente buona, ma gli studi mostrano che l'animale è in grado di distinguere i colori. Al contrario, l'udito e l'odorato sono molto sviluppati; la lingua agile e le labbra mobili gli permettono di mangiare piccole bacche e formiche. Infine, il suo profilo facciale diritto e il muso appuntito lo differenziano dal grizzly, che vive anch'esso in America del Nord. L'orso nero è inoltre più piccolo e non possiede una gobba tra le spalle.
| Parti del corpo di orso bianco, bruno e nero |                    |                     |
| A: testa di orso bianco                      | B: zampa anteriore | C: zampa posteriore |
| D: testa di orso bruno                       | E: zampa anteriore | F: zampa posteriore |
| G: testa di orso nero                        | H: zampa anteriore | I: zampa posteriore |

## Distribuzione e habitat

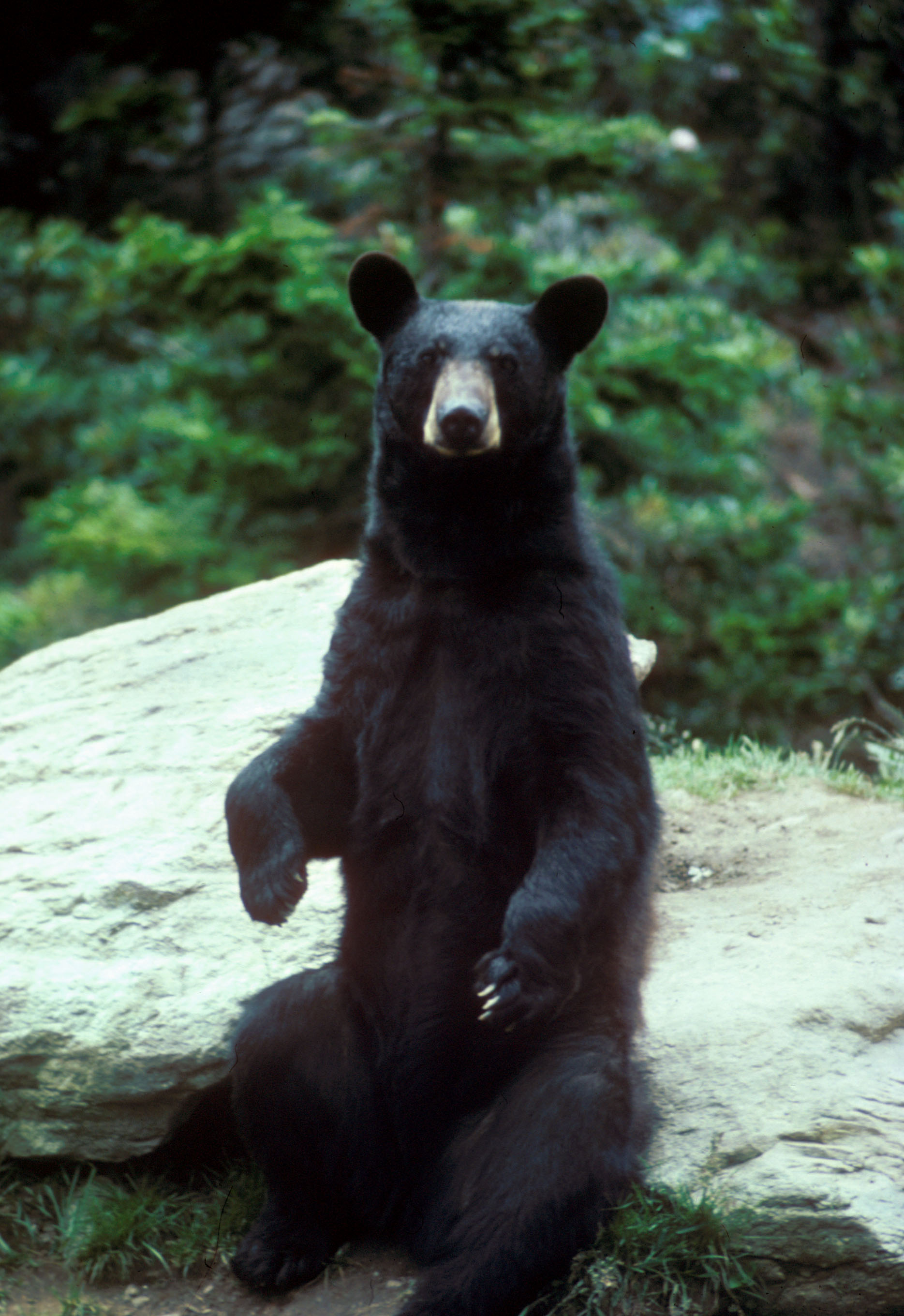

L'orso nero occupa un'area compresa tra le regioni settentrionali dell'Alaska e del Messico. Si incontra dal litorale dell'Atlantico alle coste del Pacifico. Anche se predilige foreste e zone ricche di arbusti, può adattarsi a climi e ambienti naturali molto vari: frequenta tanto le paludi e le foreste subtropicali del sud-est degli Stati Uniti d'America (Louisiana, Alabama, Florida, ecc.) che le alte montagne del sud-ovest, tra i 900 e i 3 000 metri di altitudine, o ancora la tundra del Labrador. Abita anche nelle foreste miste del sud-est del Canada e del nord-est degli Stati Uniti d'America, ma anche nel sud dei monti Appalachi. L'orso nero si trova anche in tutti gli habitat idonei dell'ovest. Tra questi figurano le zone aride montane ricoperte da chaparral della California del Sud, le foreste temperate dell'Oregon e dello Stato di Washington, l'intera lunghezza delle Montagne Rocciose, e anche parti del deserto di Sonora. È quasi assente dalle zone aride del continente nordamericano.
Passato l'inverno, l'orso nero lascia il suo rifugio e si mette in cerca di cibo a quote più basse e nelle valli esposte al sole. Con l'avvicinarsi dell'estate, torna ad altitudini più elevate. La foresta costituisce un ambiente favorevole per l'orso nero, ove può nascondersi e proteggersi dal sole.

## Comportamento

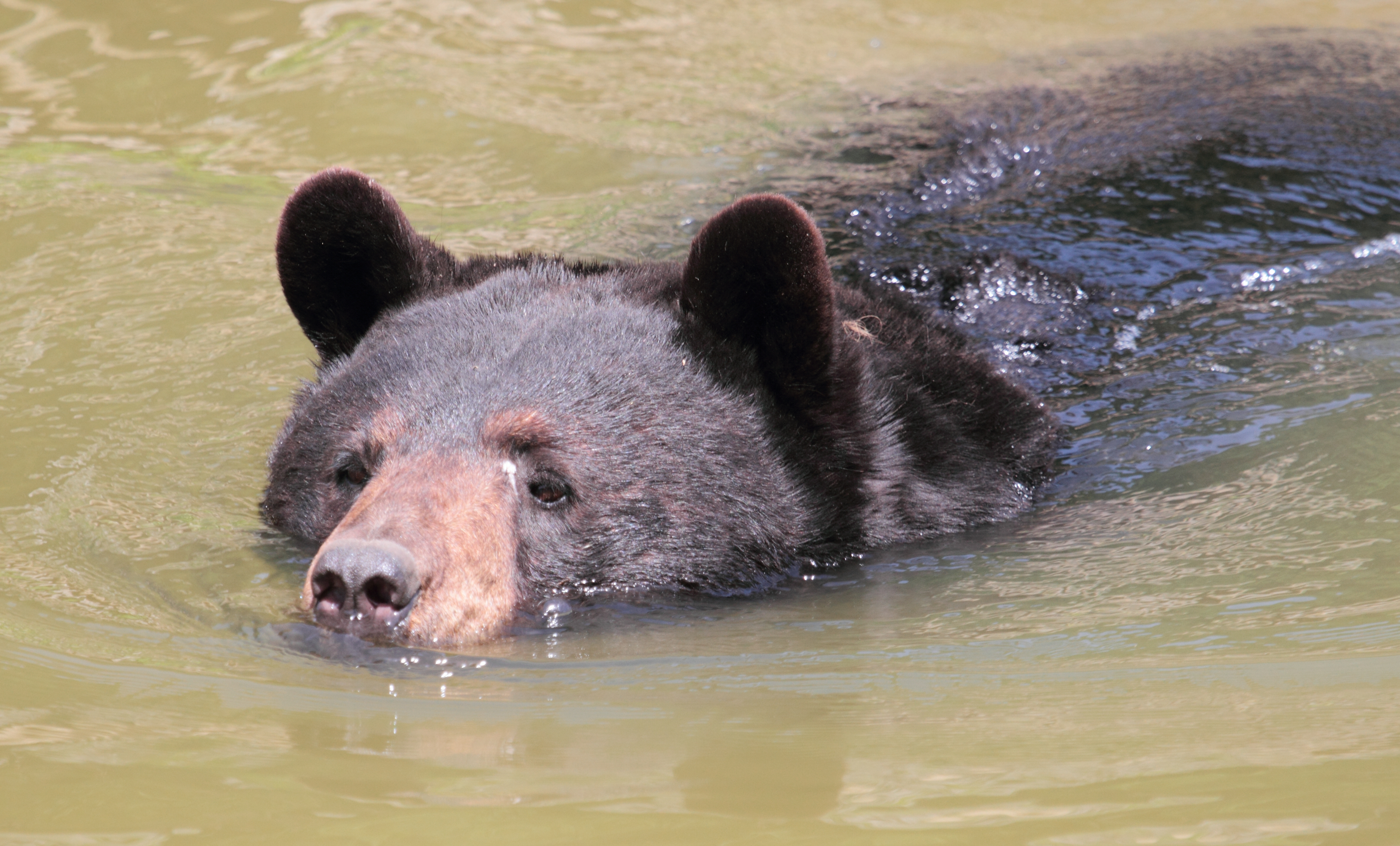
L'orso è in grado di nuotare.

Malgrado la loro taglia e il loro peso, gli orsi neri sono sorprendentemente agili nei movimenti. Effettuano spostamenti stagionali alla ricerca di cibo. Si arrampicano facilmente sugli alberi per sfuggire ai pericoli, grazie ai muscoli dorsali potenti e agli artigli. Possono correre fino a 55 km/h. L'orso è un animale plantigrado, vale a dire che cammina posando l'intera pianta dei piedi sul terreno. Si muove spostandosi all'ambio, muovendo simultaneamente gli arti di un lato e poi dell'altro. È inoltre un eccellente nuotatore ed è in grado di attraversare un lago per raggiungere un'isola.

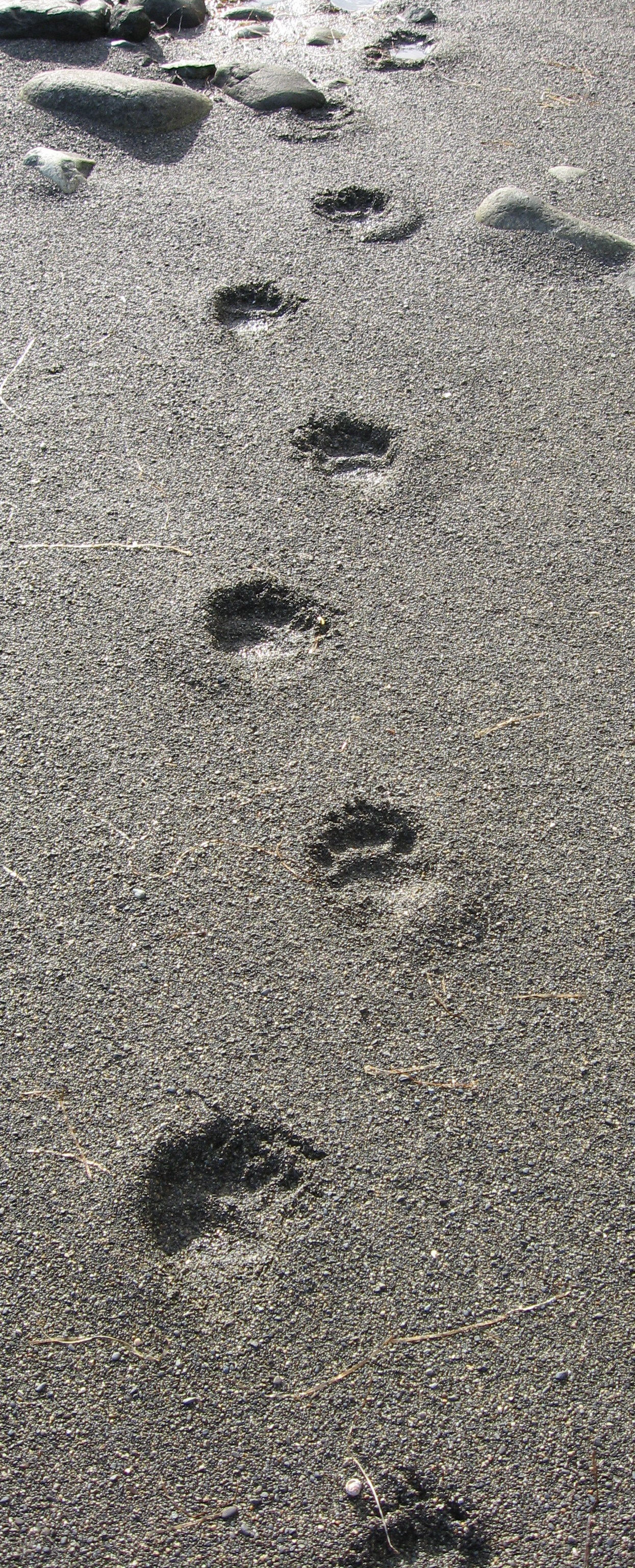
Impronte di orso nero.

L'orso nero è un animale prevalentemente solitario, a eccezione della stagione degli amori e del rapporto che lega la madre con i suoi orsacchiotti. Gli orsi possono radunarsi occasionalmente nelle zone di abbondanza alimentare. Di solito escono durante il giorno, tranne nelle zone dove ci sono molti uomini: preferiscono allora uscire la notte per evitarli. Contrariamente a quanto si crede, gli attacchi di orso nero contro gli uomini sono rari: meno di 20 attacchi mortali sono stati registrati in tutto il XX secolo. Se la femmina del grizzly non esita a difendere i suoi piccoli, l'orsa nera non attacca gli uomini per proteggere la sua prole. Tanto è vero che secondo uno studio del 2011 pubblicato sul “Journal of Wildlife Management”, dal 1900 al 2009 si sono verificate 12 persone morte in 59 incidenti. La causa di questo comportamento potrebbe essere stata per la carenza di cibo periodica. I ricercatori inoltre hanno notato che gli scontri nei boschi sono stati di tipo predatorio, nella maggioranza dei casi da orsi neri, soli e di sesso maschile, mentre solo il 5% degli attacchi mortali sono stati attribuiti alle orse madri.
I maschi graffiano gli alberi per comunicare durante la stagione degli accoppiamenti e forse per marcare i loro territori. Utilizzano allo scopo anche i loro odori. Questi territori variano tra i 20 e i 100 km² e coprono quelli di più femmine. In caso di minaccia, le orse possono emettere lamenti; gli orsacchiotti emettono delle grida che ricordano il pianto di un neonato quando sono in pericolo. Gli adulti battono i denti quando sono spaventati. L'orso nero comunica anche attraverso espressioni facciali e posture particolari. Quando si alza sulle zampe posteriori, lo fa per fiutare un pericolo, un odore intrigante o per avere una migliore posizione di vista.
Gli orsi neri figurano tra i mammiferi più intelligenti: vengono spesso addestrati per eseguire numeri da circo. Il loro cervello è relativamente sviluppato se paragonato alle dimensioni del corpo.
Gli orsi neri trascorrono l'inverno in uno stato di sonnolenza: questo significa che possono reagire all'attacco di un altro animale. Quando le giornate si accorciano, secernono un ormone che agisce come un sonnifero. La loro frequenza cardiaca scende allora da 50 a 10 battiti al minuto. La temperatura del corpo diminuisce leggermente (sotto i 31 °C, 6,8 °C al di sotto della temperatura corporea estiva), poiché la loro massa è imponente (perdono quindi calore meno facilmente dei piccoli mammiferi che ibernano). Trascorrono l'intero inverno senza mangiare, bere, urinare e defecare ed emergono in primavera. Questo stato di torpore dura da quattro a sette mesi tra aprile e maggio. Questa durata varia in funzione del clima: più l'inverno è lungo, più il periodo di torpore si prolunga. Inoltre, questo fenomeno non esiste nelle regioni del sud, tranne che nelle orse in stato di gravidanza. Un orso nero può perdere fino al 30% del suo peso durante l'inverno.

## Regime alimentare
Gli orsi neri sono onnivori: i vegetali costituiscono il 75% della loro alimentazione. Mangiano graminacee, erbe, frutta (tra cui nocciole, bacche, pinoli, frutti di rosa e mele), ghiande e faggiole. Si nutrono anche di carogne e insetti (vespe, formiche, api, termiti). Attaccano più raramente roditori e cerbiatti. Completano il loro regime alimentare con salmoni, trote e granchi, e amano moltissimo il miele. Gli orsi neri si avvicinano talvolta agli insediamenti umani (frutteti, arnie, campi, pattumiere, campeggi) per trovare nutrimento. Si sono così guadagnati la cattiva reputazione di ladroni più veloci dell'Ovest. Possono attaccare pecore o maiali quando non riescono a trovare altro cibo. Gli orsi hanno bisogno di immagazzinare grandi riserve di grasso per passare l'inverno. In autunno, possono consumare fino a 20.000 calorie al giorno. Hanno anche un grande fabbisogno di acqua.

## Riproduzione

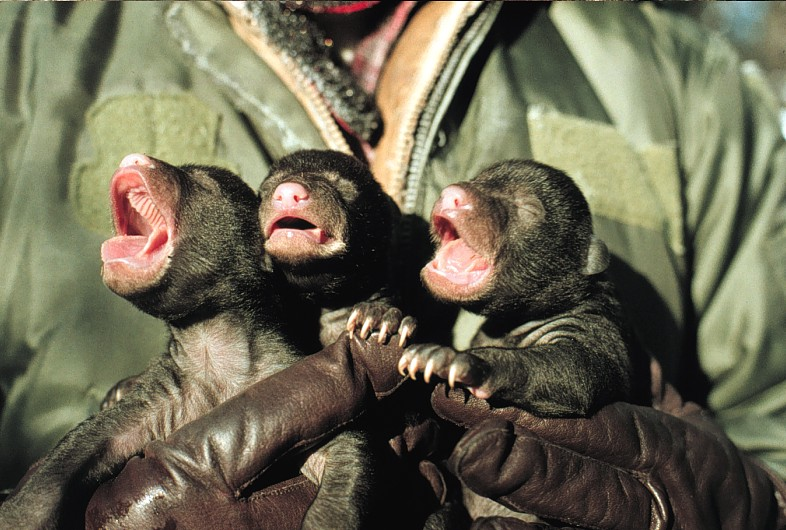
Cuccioli di Ursus americanus

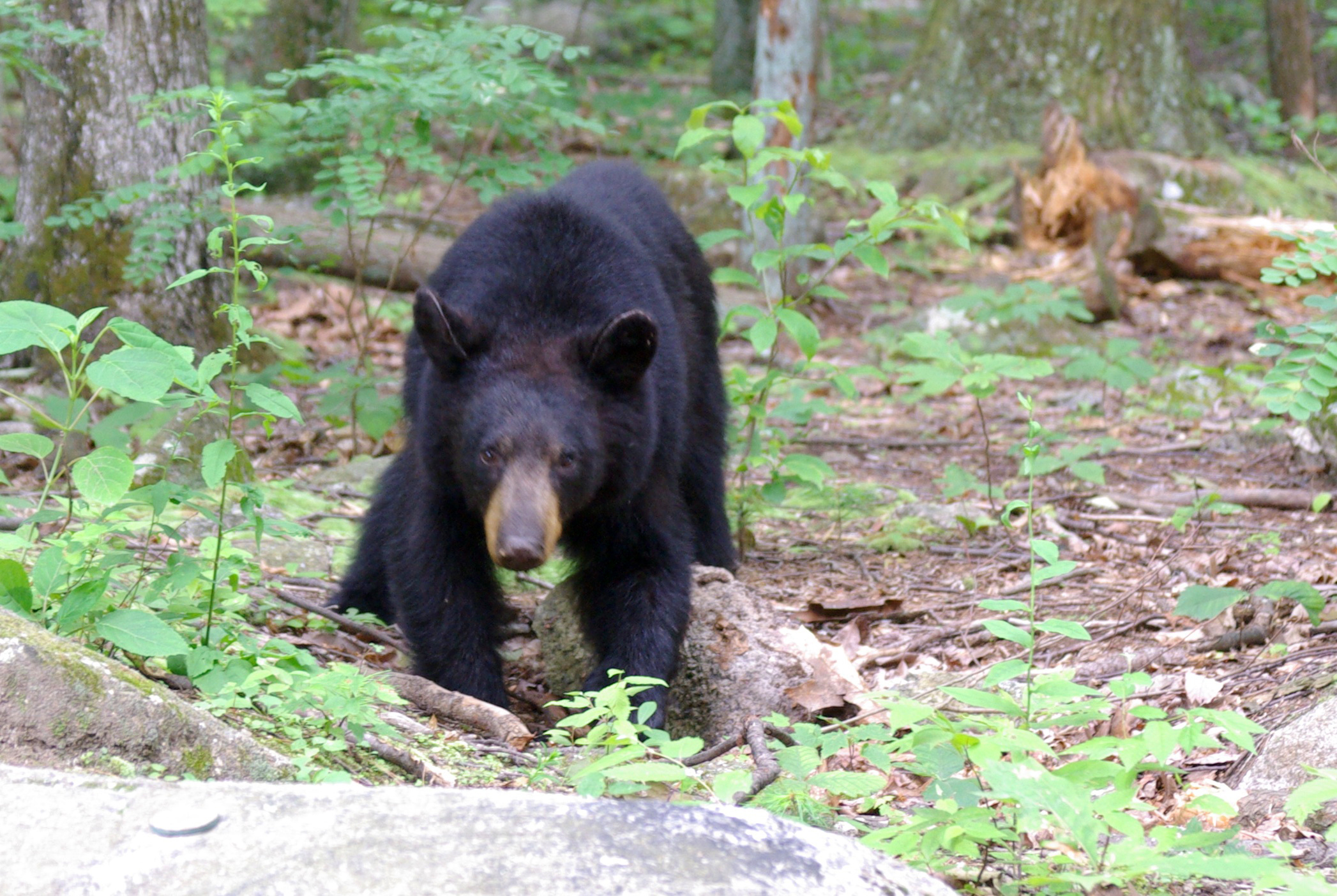
Un giovane orso nero, indipendente dalla madre, nel parco nazionale di Shenandoah.

Le femmine raggiungono la maturità sessuale tra i 2 e i 9 anni, contro i 3 o 4 anni dei maschi. L'orso nero conduce vita essenzialmente solitaria, salvo per il legame stretto che unisce la femmina ai suoi piccoli e durante l'accoppiamento che ha luogo nella stagione degli amori, cioè in giugno o agli inizi di luglio. Mentre il maschio continua a crescere fino all'età di sette anni, la femmina termina prima lo sviluppo. Le orse nere si accoppiano ogni due o tre anni circa nel corso dei mesi di maggio e giugno, e fino ad agosto nelle foreste di latifoglie dell'est.
La gestazione dura generalmente 6 o 7 mesi. Lo sviluppo dell'embrione comincia dieci settimane dopo l'accoppiamento: questo impianto ritardato, che è comune a tutte le specie di orso, consente di evitare nascite in autunno. L'embrione smette di crescere alcuni giorni dopo la fecondazione e si impianta nell'utero solamente agli inizi del periodo dell'ibernazione, nei primi giorni di novembre. Alla fine dell'estate e in autunno, la femmina di orso nero mangia tutto quello che può mettere sotto i denti per prendere più peso possibile. Se essa pesa almeno 70 kg quando si installa nella sua tana, avrà buone probabilità che gli embrioni si impiantino e che la gestazione vada a buon fine.
Gli orsacchiotti nascono tra la fine di novembre e febbraio, quindi da 5 a 8 mesi dopo l'accoppiamento, che ha luogo tra i mesi di maggio e di giugno, all'interno della tana. Ogni cucciolata è composta in media da uno o due orsacchiotti e fino a 6 nell'est degli Stati Uniti. Tuttavia, solo le femmine in perfetta salute riescono a dare alla luce più di tre orsacchiotti. La quantità di nutrimento presente nell'habitat è quindi essenziale nel determinare il successo del parto e l'entità della cucciolata. Ogni piccolo pesa tra 200 e 450 grammi, in media 350 grammi. Rispetto ad altri mammiferi, questo peso è molto basso in rapporto ai 70 kg della madre. I piccoli misurano alla nascita da 15 a 20 cm. Vengono alla luce privi di pelo e con gli occhi blu, e sono ciechi. Vengono nutriti con il latte materno e tenuti puliti nella tana per tutto l'inverno. Le femmine allattano in posizione seduta.
Quando emergono dalla tana in primavera, i giovani pesano tra 2 e 5 kg; sono svezzati dopo 6-8 mesi. All'età di un anno, pesano tra 13 e 27 kg, ma poco più all'età di due anni. Normalmente, l'80% degli orsacchiotti raggiunge la maturità, contro l'appena 30% dei casi nei quali i piccoli perdono la madre in tenera età. Lasciano la madre all'età di 16 o 17 mesi, talvolta 29 mesi. La loro sopravvivenza dipende dalla capacità della madre nell'insegnargli a cacciare e a trovare un riparo. La madre insegna ai suoi orsacchiotti ad arrampicarsi sugli alberi per sfuggire ai predatori. Si occupa inoltre della tana che permette di passare l'inverno. Ci vuole un sacco di energia per allattare e crescere gli orsacchiotti, e le femmine in cattive condizioni di salute possono non essere in grado di riprodursi.
I maschi vivono separati e percorrono territori di 50-150 km², che inglobano quelli dove vivono le femmine; non partecipano affatto all'educazione degli orsacchiotti.

## Minacce e conservazione

### Storia

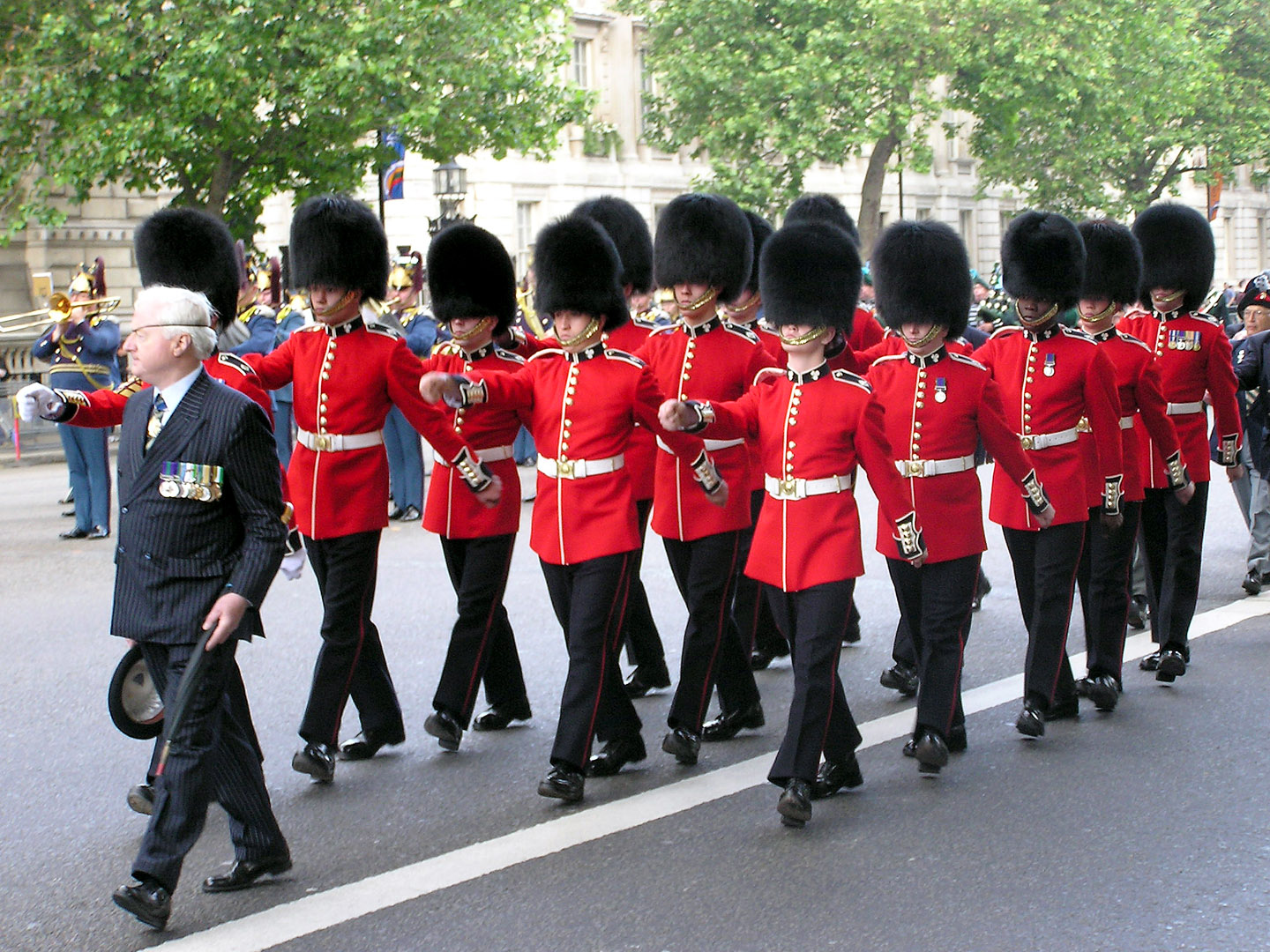
Guardie britanniche.

Prima dell'arrivo degli Europei, gli Amerindi cacciavano l'orso durante l'inverno, approfittando del periodo di letargia. L'animale forniva loro cibo, grasso e pelliccia. I guerrieri portavano collane di artigli attorno al collo; per superstizione, non pronunciavano mai il suo nome e il cacciatore doveva chiedere perdono prima di uccidere un orso. L'arte amerindia rappresentava questo animale venerato sui totem. Nel corso di certe cerimonie, veniva praticata la danza dell'orso. Alla fine del XVII secolo, la Compagnia della Baia di Hudson incoraggiò gli Amerindi a fare commercio di pellicce di orso: venivano scambiate coperte di lana in cambio di pelli di orso nero. L'orso nero veniva anche cacciato per confezionare i celebri copricapi delle guardie britanniche e di certi reggimenti dell'esercito canadese e dell'esercito britannico. L'utilizzo della pelliccia di orso per questi copricapi, nonché l'uccisione degli animali nelle collisioni con le automobili o da parte dei cacciatori, sono criticate da associazioni per la protezione degli animali come PETA. Sono stati realizzati anche modelli di copricapo in pelliccia sintetica. Infine, le zampe e la bile del plantigrado sono attualmente ancora molto ricercati in Asia: un grammo di bile, utilizzato nella farmacopea cinese, costa 155 dollari.

### Predatori e mortalità
In natura, la speranza di vita media del mammifero è di circa 10 anni; può talvolta vivere fino a 30 anni. Attualmente, si stima tra i 500 000 e i 750 000 il numero di orsi neri sul continente americano. La bassa fertilità e la maturità sessuale tardiva costituiscono delle minacce per la sopravvivenza della specie.
Le principali cause di mortalità sono le collisioni con le automobili, su strade che costituiscono a loro volta una delle cause della frammentazione forestale. La caccia, anch'essa facilitata dalle strade, è un'altra causa di mortalità. Gli orsacchiotti talvolta muoiono per malnutrizione o per una caduta da un albero. Costituiscono inoltre prede per predatori come il lupo, il puma, la lince, il coyote, l'orso bruno e gli altri orsi neri, soprattutto i maschi a corto di cibo. I giovani separati accidentalmente dalla madre muoiono rapidamente.
Gli orsi neri continuano a essere cacciati per finire come trofei o scendiletto, ma anche per la loro carne, in Canada e in Alaska. Circa 30 000 orsi neri vengono uccisi ogni anno in tutta l'America del Nord, ma questa caccia è molto regolamentata. I principali parassiti dell'orso nero sono la tenia, l'ascaride e i vermi del genere Trichinella. Possono inoltre soffrire di tubercolosi, di artrite e di bronco-polmonite.
Le popolazioni dell'ovest degli Stati Uniti sono ancora numerose, mentre quelle dell'est del paese tendono a ridursi pericolosamente. Questi ultimi vivono principalmente in montagne e foreste, così come all'interno di parchi nazionali e riserve naturali. Le regioni a est del Mississippi sono in effetti maggiormente antropizzate, mentre vaste aree degli elevati altopiani delle Montagne Rocciose e del Gran Bacino sono ancora selvagge. L'animale è assente in undici Stati su 50, tra cui le Hawaii, i due Dakota, gli Stati più urbanizzati come il Maryland o il Delaware, e numerosi Stati del centro-est dove montagne e foreste sono inesistenti.
Inoltre, la situazione dell'orso nero varia a seconda delle sottospecie e delle regioni. Così, l'orso nero della Florida (Ursus americanus floridanus) è classificato come specie minacciata. Uno studio condotto in California nel 1998 ha stimato tra 17 000 e 23 000 il numero di orsi neri presenti in questo Stato del sud-ovest degli Stati Uniti. Questa popolazione è attualmente stabile, o in lieve aumento.

### Protezione nei parchi naturali

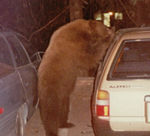
Orso nero cerca di penetrare in una vettura (parco nazionale di Yosemite, California)

Nel parco nazionale di Yosemite in California, la popolazione di orsi neri è stimata tra i 300 e i 500 individui. I ranger ne hanno censiti una quindicina nella valle di Yosemite, vale a dire il settore più frequentato dai turisti. L'orso nero si adatta facilmente alla presenza degli uomini e non disdegna il loro cibo. Può allora penetrare nei campeggi e nei veicoli in sosta nei parcheggi. Una volta, gli orsi venivano alimentati dagli uomini, ma tale pratica provocò attacchi e numerosi feriti. Oggi, numerosi pannelli informativi e messaggi di prevenzione sconsigliano di dar da mangiare agli animali selvaggi, in particolare ai plantigradi. Le pattumiere del parco sono state rinforzate e chiuse ermeticamente; apposite scatole per conservare gli alimenti sono state posizionate nei campeggi. Gli incidenti sono in diminuzione, ma due o tre orsi aggressivi devono essere abbattuti ogni anno a Yosemite.
Anche in un altro parco nazionale americano, Yellowstone, era abitudine dar da mangiare agli orsi, e questa pratica costituiva un'importante attrazione turistica. Oggi, nel parco questa abitudine è stata abbandonata. Attualmente a Yellowstone vivono 600 orsi neri.
Nell'est degli Stati Uniti, vi è una popolazione di 400-600 orsi neri nel parco nazionale delle Great Smoky Mountains. È nel corso di annate povere di faggiole che gli incidenti con i visitatori si sono moltiplicati. In questa regione, l'orso nero subisce la concorrenza di specie invasive quali il cinghiale europeo, che è un importante consumatore di ghiande. I ranger narcotizzano gli orsi maschi più pericolosi e li trasferiscono verso aree più remote.
Nel New Hampshire, il naturalista Ken Killian ha aperto una struttura che accoglie e cura gli orsi neri feriti o gli orsacchiotti orfani. Un esperimento simile è condotto in Minnesota, dove 3 000 orsi neri vivono nella Superior National Forest.
Appositi corridoi biologici ed ecodotti sono stati installati per impedire l'estinzione dell'orso nero della Florida.
L'orso nero americano è protetto dalla legge in numerosi Stati americani del Sud come la Louisiana, il Mississippi o il Texas. Uccidere illegalmente un orso nero è punibile con una multa consistente e una pena detentiva.

## Classificazione e sottospecie

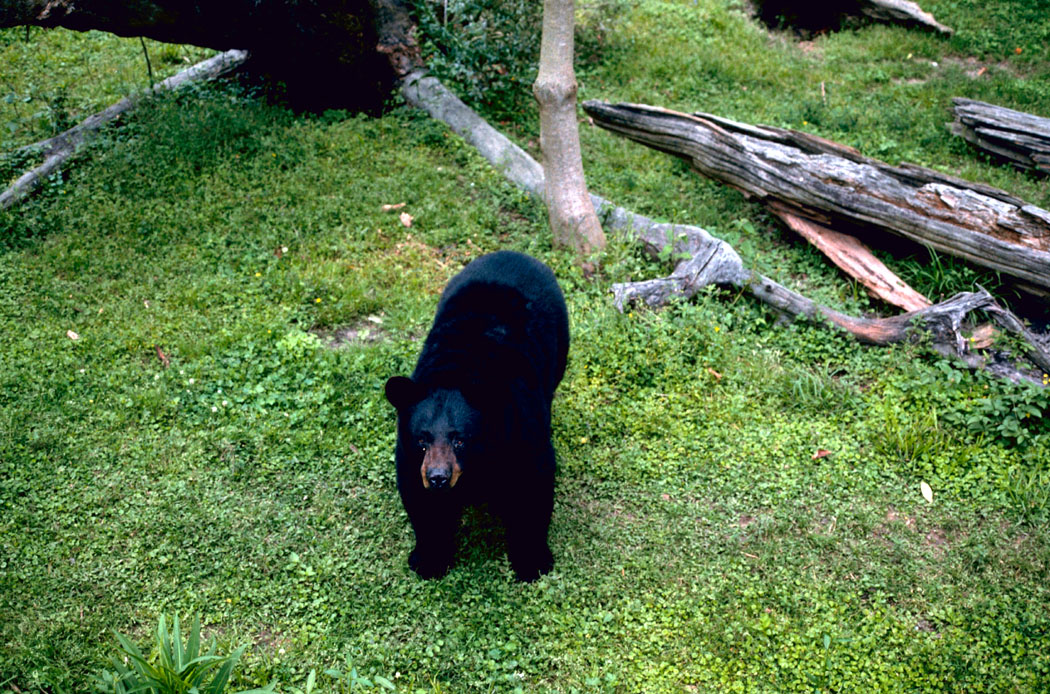
Orso nero in Louisiana.

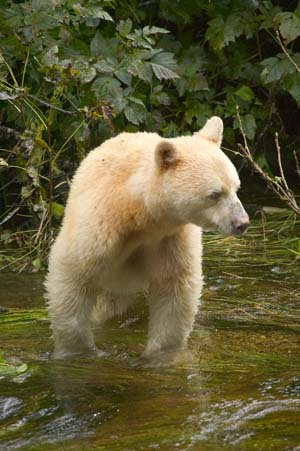
L'orso kermode non è un albino, ma una sottospecie molto chiara di orso nero.

### Nome comune
In inglese, l'orso nero viene comunemente chiamato American Black Bear, Black Bear o ancora Cinnamon Bear (cinnamon significa «cannella») nel caso di esemplari dalla colorazione rosso-bruna. Viene chiamato anche baribal.

### Tassonomia
Le relazioni filogenetiche con le altre specie della famiglia degli Ursidi non sono chiaramente definite. L'orso nero è comunque strettamente imparentato con l'orso dal collare, l'orso bianco e l'orso bruno. Tuttavia, è molto più piccolo dell'orso bianco, i cui maschi possono raggiungere i 700 kg di peso.
Sedici sottospecie vengono recensite sul continente nordamericano: 
- Ursus americanus altifrontalis Elliot, 1903: costa nord-ovest del Pacifico, dalla Columbia Britannica al nord della California e al nord dell'Idaho;
- Ursus americanus amblyceps Baird, 1859: Colorado, Messico, Texas occidentale e metà occidentale dell'Arizona, sud-est dello Utah;
- Ursus americanus americanus Pallas, 1780: dal Montana orientale fino all'oceano Atlantico, dal sud e dall'est dell'Alaska e del Canada fino all'oceano Atlantico e al sud verso il Texas;
- Ursus americanus californiensis Miller, 1900: valle centrale della California e sud dell'Oregon;
- Ursus americanus carlottae Osgood, 1901: Alaska;
- Ursus americanus cinnamomum Audubon e Bachman, 1854: Idaho, Montana occidentale, Wyoming, est dello Stato di Washington, Oregon e nord-est dello Utah;
- Ursus americanus emmonsii Dall, 1895: sud-est dell'Alaska;
- Ursus americanus eremicus Merriam, 1904: nord-est del Messico;
- Ursus americanus floridanus Merriam, 1896 (orso nero della Florida): Florida, Georgia meridionale e Alabama;
- Ursus americanus hamiltoni Cameron, 1957: isola di Terranova;
- Ursus americanus kermodei Hornaday, 1905: costa centrale della Columbia Britannica;
- Ursus americanus luteolus Griffith, 1821 (orso nero della Louisiana): Texas orientale, Louisiana, Mississippi meridionale;
- Ursus americanus machetes Elliot, 1903: Messico;
- Ursus americanus perniger J. A. Allen, 1910: Penisola Kenai in Alaska;
- Ursus americanus pugnax Swarth, 1911: Arcipelago Alessandro in Alaska;
- Ursus americanus vancouveri Hall, 1928: isola di Vancouver in Columbia Britannica.

## L'orso nero nella cultura

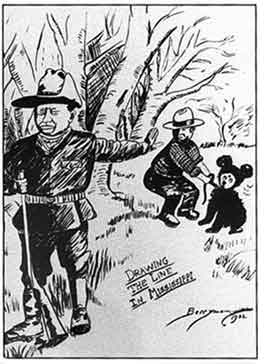
Clifford K. Berryman, Drawing the Line in Mississippi: Theodore Roosevelt e l'Orso nero

Gli Amerindi Ojibway hanno fatto del baribal il proprio totem.
Nel 1902, il presidente statunitense Theodore Roosevelt si recò nel Mississippi per risolvere una disputa sulla delimitazione del confine tra gli Stati di Louisiana e del Mississippi. Durante il suo soggiorno, partecipò a una battuta di caccia nel corso della quale decise di risparmiare un orso nero ferito. L'episodio venne riportato in un articolo del Washington Post. Clifford K. Berryman lo illustrò con un disegno intitolato Drawing the Line in Mississippi (vedere l'immagine) che rappresentava il Presidente e l'orso nero in questione. Rapidamente, l'aneddoto diventò popolare. Due immigrati russi, Rose e Morris Michtom, crearono un orso di peluche che battezzarono «Teddy», diminutivo del nome Theodore, in onore del 26º Presidente degli Stati Uniti.
Nel 1950, i ranger della Lincoln National Forest nello Stato del Nuovo Messico salvarono un giovane orso nero da un incendio scoppiato sui Monti Capitan. L'animale dovette essere curato per le ustioni, ma sopravvisse e ispirò la creazione dell'orso Smokey, la mascotte della prevenzione degli incendi boschivi degli Stati Uniti.
L'orso nero è, inoltre, l'emblema dell'università del Maine; una delle tre mascotte dei Giochi olimpici invernali del 2002 a Salt Lake City era un orso nero chiamato Coal («carbone»).